# Sergej Ivanovič Loskutov

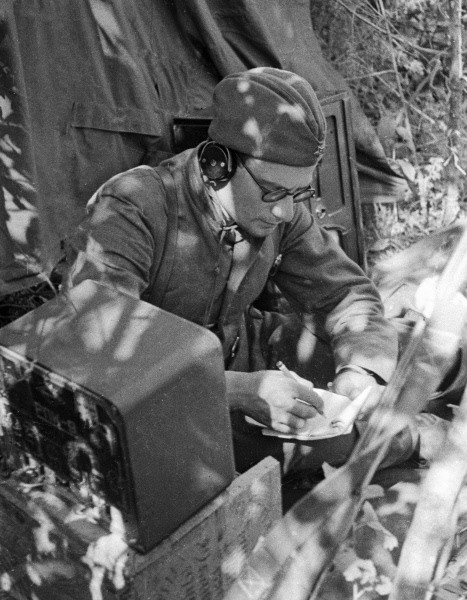
Radiooperátor přijímá zprávu

Sergej Ivanovič Loskutov (11. července 1901 – 1980) byl sovětský fotograf a fotoreportér.

## Životopis
Narodil se 11. července 1901.
Zúčastnil se občanské války v Rusku. Člen KSSS byl od roku 1919. Od počátku 30. let pracoval jako novinářský fotograf; byl fotoreportér a vedoucí fotolaboratoře agentury Sojuzfoto.
Působil jako voják Rudé armády, během druhé světové války, byl Loskutov fotoreportérem novin Krasnaja zvezda. Navštívil mnoho front: Leningrad, 2. běloruský, severozápadní, ukrajinský, severokavkazský a další. Nějakou dobu byl v partyzánských oddílech v týlu německé armády, účastnil se nepřátelských akcí, dvakrát byl zraněn. Do fotografické kroniky zachytil osvobození mnoha měst Rudou armádou, jako například: Orel, Kursk, Charkov, Minsk, Riga, Konigsberg, Varšava, Berlín. Měl vojenskou hodnost majora.
V poválečných letech pracoval jako korespondent časopisu „Krasnaja zvezda“. V roce 1948 byla jeho díla vystavena v Moskvě na celounijní výstavě „Velká vlastenecká válka v umělecké fotografii“. V roce 1972 se v Ústřední novinářské komoře v Moskvě konala výstava jeho děl, která se časově shodovala s jeho 70. narozeninami. V současné době (2020) jsou jeho fotografická díla v řadě muzeálních sbírek, včetně Moskevského domu fotografie, i v soukromých sbírkách. Část jeho práce je v RGAKFD (Rossijskij gosudarstvěnnyj archiv kinofotodokuměntov).
V roce 2001, k šedesátému výročí bitvy o Moskvu, uspořádala moskevská vláda, Výbor pro kulturu, Oddělení pro kulturu Západního okresu a Moskevský dům fotografie výstavu válečných fotografií. Ta představila mimo jiné také díla Sergeje Loskutova.
Loskutov se stal prvním fotoreportérem, který získal Řád rudého praporu (1942). Byl také oceněn Řádem vlastenecké války II. stupně, Řádem čestného odznaku a medailemi, včetně titulů „Za vojenské zásluhy“, „Partyzán vlastenecké války“ I. za obranu Leningradu, Stalingradu a Kavkazu.
Zemřel v roce 1980 v Moskvě.